# Kłącze

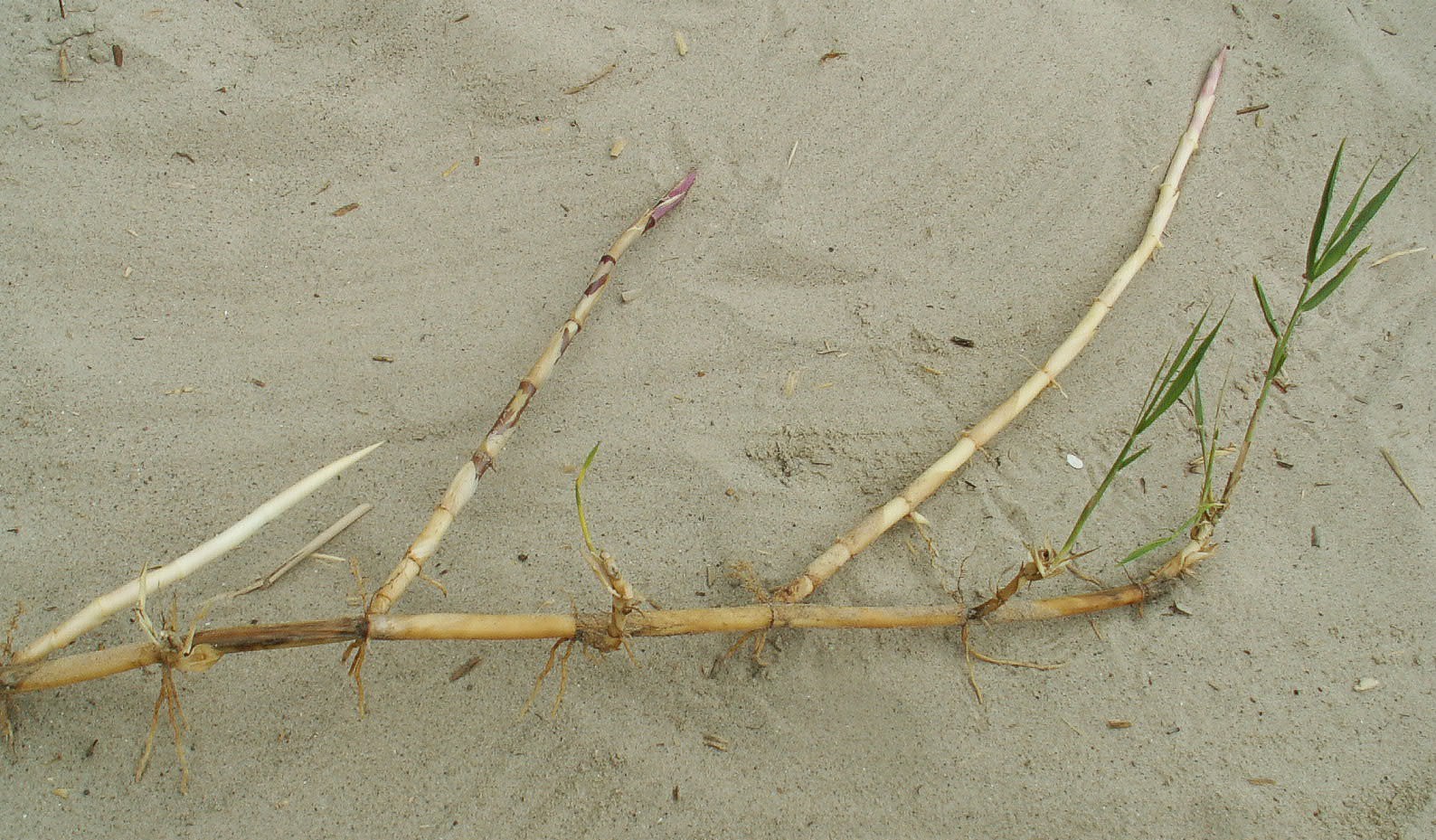
Kłącze trzciny pospolitej

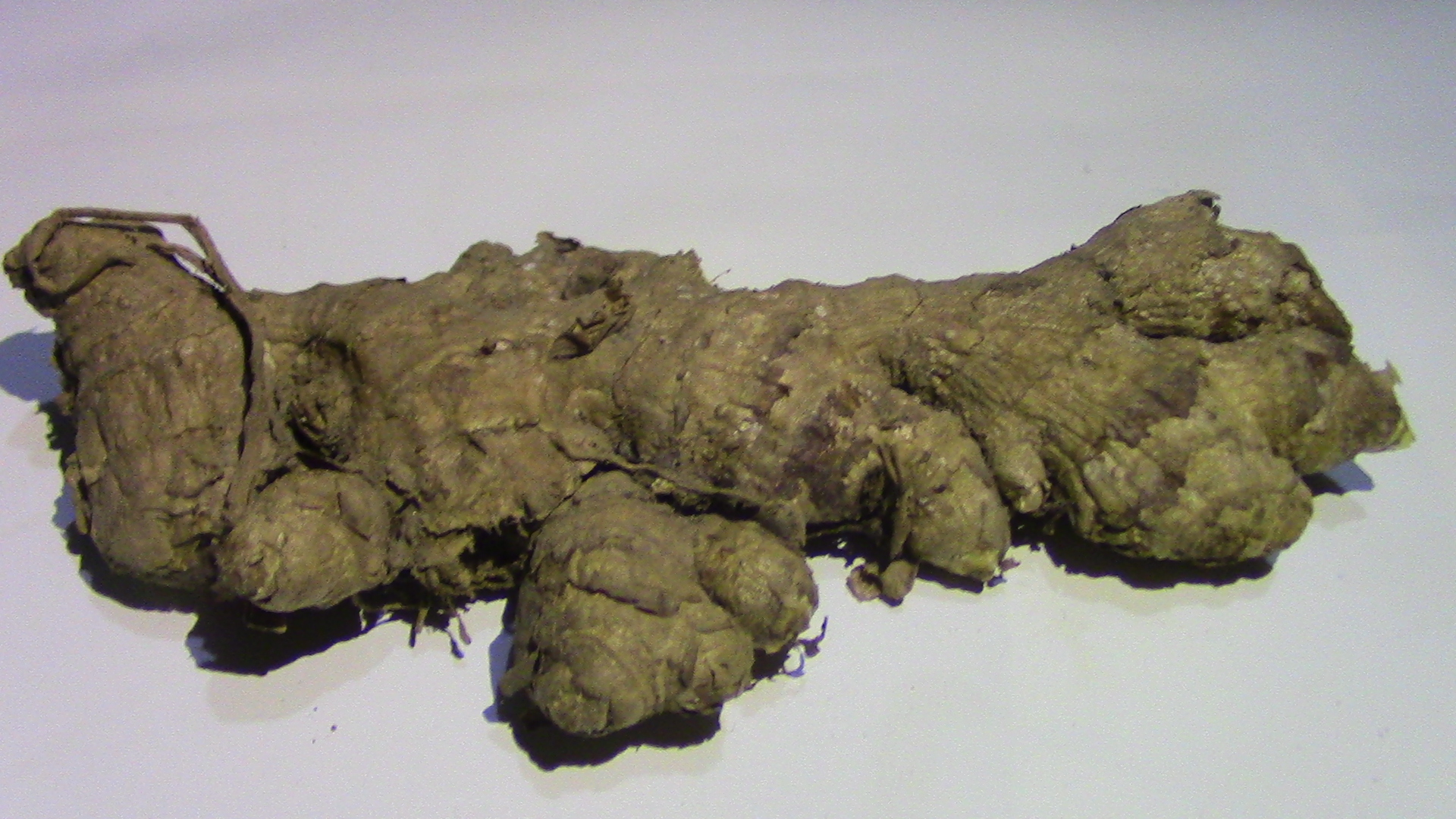
Kłącze imbiru

Kłącze (łac. rhizoma, ang. rhizome) – u roślin przekształcony, zwykle zgrubiały pęd podziemny, spełniający funkcję organu spichrzowego i przetrwalnikowego. Stanowi rosnącą pod ziemią (lub pod wodą u roślin wodnych) przekształconą łodygę, często o skróconych międzywęźlach. Zredukowane liście wykształcają się w formie łusek. Z węzłów kłącza wyrastają korzenie przybyszowe i pąki boczne, z których rozwijają się pędy nadziemne. Wzrost kłącza na długość odbywa się przez rozwój szczytowego pączka. Kłącze może być, podobnie jak łodyga, pojedyncze lub rozgałęzione. Nie posiada ciałek zieleni. Magazynuje materiały zapasowe, umożliwiające roślinie przetrwanie niesprzyjających wegetacji okresów, podczas których nie przeprowadza ona fotosyntezy.
Kłącza tworzą głównie byliny i zazwyczaj rosną równolegle do powierzchni podłoża, czasami skośnie. Rośliny posiadające kłącza zaliczane są do geofitów ryzomowych. Jest to najliczniejsza w gatunki grupa geofitów. Roślinami, które mają kłącze, są m.in.: szparag, konwalia, perz właściwy.
Kłącze służy roślinom także do rozmnażania wegetatywnego. Z każdego jego fragmentu, w którym znajduje się przynajmniej jeden węzeł z pąkiem, może wyrosnąć nowa roślina. Z tego powodu chwasty kłączowe należą do trudnych do zwalczenia.